# Chinese dwergslaapmuis
De Chinese dwergslaapmuis (Typhlomys cinereus)  is een zoogdier uit de familie van de dwergslaapmuizen (Platacanthomyidae). De wetenschappelijke naam van de soort werd voor het eerst geldig gepubliceerd door Milne-Edwards in 1877.

## Voorkomen
De soort komt voor in China en Vietnam.